# Kreisgrabenanlage Großjena
Die Kreisgrabenanlage Großjena ist eine jungneolithische Kreisgrabenanlage bei Großjena, einem Ortsteil von Naumburg (Saale) im Burgenlandkreis, Sachsen-Anhalt. Kulturell ist sie vermutlich der Hutberg-Gruppe zuzuordnen.

## Lage
Die Kreisgrabenanlage befindet sich etwa 900 m südlich des Ortskerns von Großjena auf dem Tempelberg. Sie liegt auf einem Feld östlich der Straße Blütengrund.

## Forschungsgeschichte
Die Anlage wurde bei einer Luftbildprospektion des Landesamtes für Denkmalpflege und Archäologie Sachsen-Anhalt entdeckt. Später erfolgte eine geomagnetische Prospektion. Da oberflächlich keine datierbaren Funde auftraten, wurde im Rahmen des DFG-Projekts „Die Höhensiedlungen der Mikro- und Makroregion - ökonomische, politisch-soziale, administrative und kultische Zentralorte“ 2005 eine erste Grabung unter Leitung von M. Wehmer durchgeführt. Hierbei wurde von Fläche von 34 m² untersucht, bei der aber mit Ausnahme einer einzelnen Scherbe keine Funde und Befunde auftraten. 2006 wurde die Ausgrabung unter Leitung von Christiane Schmidt und T. Spazier fortgesetzt. Die Grabungsfläche wurde auf 155 m² erweitert. Alle datierbaren Befunde erwiesen sich allerdings als neuzeitlich. 2007 wurde einige Meter weiter nördlich eine zweite Grabungsfläche von 140 m² untersucht, bei der schließlich neolithische Befunde auftraten.

## Befunde

### Der große Graben
Bei der Grabung von 2007 wurde ein Teilabschnitt eines Grabens freigelegt, der ursprünglich ein größeres Areal umschloss. Es handelt sich um einen Sohlgraben mit einer maximalen Breite von 3,42 m.

### Der Kreisgraben
Der große Graben wird von einem jüngeren kleinen Kreisgraben geschnitten. Bei diesem handelt es sich ebenfalls um einen Sohlgraben. Seine maximale Tiefe beträgt 0,75 m. An seinem äußeren Rand wird der Kreisgraben an einer Stelle von einem Pfostenloch überlagert. Ob es zur ursprünglichen Struktur der Kreisgrabenanlage gehörte oder jünger ist, konnte nicht geklärt werden.

### Weitere Befunde
Innerhalb des Kreisgrabens und in geringerem Umfang auch außerhalb davon wurden mehrere weitere Gruben und Pfostenlöcher gefunden.

## Funde
Das meiste Fundmaterial stammt aus dem großen Graben. Die Funde aus dem kleinen Kreisgraben sind nicht genauer datierbar. Im oberen Bereich der Überschneidungszone der beiden Gräben ist die genaue Zuordnung der Funde zu den beiden Gräber allerdings unsicher. Die Gruben und Pfostenlöcher enthielten bis auf eine Ausnahme keine Funde.
Bei den Funden handelt sich zum Großteil um Keramikscherben und Tierknochen. In geringerem Umfang wurden auch Tierzähne, Knochengeräte und gebrannter Lehm entdeckt.
30 Scherben und Gefäßeinheiten konnten typologisch genauer bestimmt werden. Die Scherben gehörten zu Schüsseln, Schalen, Vorratsgefäßen, einem Trichterbecher und einem Schöpfgefäß.

## Datierung
Die Keramik lässt sich der Hutberg-Gruppe, der Baalberger Kultur, der Michelsberger Kultur und der Salzmünder Kultur zuordnen. Da die Keramik der Hutberg-Gruppe per Definition Merkmale der drei letztgenannten Kulturen aufweist, dürfte der große Graben dieser Gruppe zuzuordnen sein und somit zwischen 3800 und 3500 v. Chr. entstanden sein. Die Salzmünder Keramik könnte auf eine Entstehung um 3500 v. Chr. oder sogar etwas später hinweisen, sie könnte aber auch aus einer jüngeren Verfüllungsphase des Grabens stammen.
Der Kreisgraben kann mangels aussagekräftiger Funde nur allgemein ins Jung- oder Spätneolithikum datiert werden.
Eine radiometrische Datierung des Fundmaterials wurde bislang nicht vorgenommen.